# Países Bajos en los Juegos Paralímpicos de Barcelona 1992
Los Países Bajos estuvieron representados en los Juegos Paralímpicos de Barcelona 1992 por un total de 99 deportistas, 72 hombres y 27 mujeres.

## Medallistas
El equipo paralímpico neerlandés obtuvo las siguientes medallas:
| Nombre | Deporte                       | Evento                                                  |
| --- | ----------------------------- | ------------------------------------------------------- |
| Oro |                               |                                                         |
| Willem Noorduin | Atletismo                     | Disco C5 masculino                                      |
| Willem Noorduin | Atletismo                     | Peso C5 masculino                                       |
| Theo Duyvestijn | Atletismo                     | 1500 m TW2 masculino                                    |
| Wilhelmus Cappetijn Mustafa Charif Jebari Anton de Rooy Koen Jansens Servaas Kamerling Hubertus Klerks Sander Markus Marinus Martens Frans van Breugel Bob van den Broek Gertjan van der Linden Friedrich Wiegmann | Baloncesto en silla de ruedas | Torneo masculino                                        |
| Catharinus Beumer Jan Mulder Alphonsus Stelleman Ad Verhoeven | Ciclismo en ruta              | Contrarreloj tándem por equipos clase abierta masculino |
| Arno de Jong Jaap de Vries Carlo Dengerink Olaf Donners Percy Enser Peter Guntlisbergen Paul Heersink Dirk Hennink Barend Verbeek                                                                                  | Fútbol 7                      | Torneo masculino                                        |
| Jacqueline Nannenberg | Natación                      | 100 m espalda S9 femenino                               |
| Johannes Stokkel | Natación                      | 100 m braza SB7 masculino                               |
| Johannes Stokkel | Natación                      | 100 m espalda S7 masculino                              |
| Johannes Stokkel | Natación                      | 200 m estilos SM7 masculino                             |
| Alwin de Groot | Natación                      | 100 m espalda S10 masculino                             |
| Monique Van Den Bosch | Tenis en silla de ruedas      | Individual femenino                                     |
| Monique Van Den Bosch Chantal Vandierendonck | Tenis en silla de ruedas      | Dobles femenino                                         |
| Jolanda Paardekam | Tenis de mesa                 | Individual 3 femenino                                   |
| Plata |                               |                                                         |
| Jennette Jansen | Atletismo                     | 5000 m TW3-4 femenino                                   |
| Jennette Jansen | Atletismo                     | Maratón TW3-4 femenino                                  |
| Theo Duyvestijn | Atletismo                     | 400 m TW2 masculino                                     |
| Jan Mulder | Ciclismo en ruta              | Ruta tándem clase abierta masculino                     |
| Gerda Lampers | Natación                      | 50 m mariposa S7 femenino                               |
| Gerda Lampers | Natación                      | 100 m braza SB5 femenino                                |
| Alwin de Groot | Natación                      | 100 m libre S10 masculino                               |
| Alwin de Groot | Natación                      | 200 m estilos SM10 masculino                            |
| Johannes Stokkel | Natación                      | 50 m mariposa S7 masculino                              |
| Kasper Engel | Natación                      | 100 m braza SB5 masculino                               |
| Laurentius van Geel | Natación                      | 100 m braza SB7 masculino                               |
| Rutger Sturkenboom Alwin de Groot Johannes Stokkel André van Buiten | Natación                      | 4 × 100 m estilos S7-10 masculino                       |
| Chantal Vandierendonck | Tenis en silla de ruedas      | Individual femenino                                     |
| Henk Aalders Gerard Broertjes Hans Deelen Christiaan Driessen Ron Durge Richard Gesell Alfred Oonk Johan Reekers Gerard Spreeuwenberg Pieter Top Andre Venderbosch Ulrich Zinngrebe                                | Voleibol sentado              | Torneo masculino                                        |
| Bronce |                               |                                                         |
| Renate Kuin | Atletismo                     | Disco C5-8 femenino                                     |
| Renate Kuin | Atletismo                     | Peso C5-8 femenino                                      |
| Jennette Jansen | Atletismo                     | 1500 m TW3-4 femenino                                   |
| Jolanda Barbier-Kok Theodora de Haan Jaapje de Zeeuw Asjoesja Ibrahimi Jozima Mosely Elisabeth Pelzer Yvonne Schafer Maaike Smit Ingeborg Tiggelman Guda van der Laan Marja van Leeuwen Hatige Yavuz               | Baloncesto en silla de ruedas | Torneo femenino                                         |
| Frouwkje Harkema | Natación                      | 50 m braza SB2 femenino                                 |
| Jaenette Bouma | Natación                      | 50 m mariposa S3-4 femenino                             |
| Rutger Sturkenboom | Natación                      | 100 m braza SB9 masculino                               |
| Alwin de Groot | Natación                      | 400 m libre S10 masculino                               |
| Matheus Vossen | Tenis de mesa                 | Individual 7 masculino                                  |
| Rein Zijda | Tenis de mesa                 | Individual 9 masculino                                  |
| Diane Hendriks Patricia Meeus I. Hoek-Heppenhuis | Tenis de mesa                 | Equipo 10 femenino                                      |